# Ferrovia Žilina-Bohumín
La ferrovia Žilina–Bohumín (o Linea 127, secondo la numerazione slovacca) è una linea ferroviaria principale internazionale che si trova parte in territorio della Slovacchia e parte in quello della Repubblica Ceca in seguito alla divisione della rete ex cecoslovacca. Si snoda lungo il fiume Kysuca, attraversa i Beschidi, il confine tra i due paesi e prende a correre lungo il fiume Olsa.

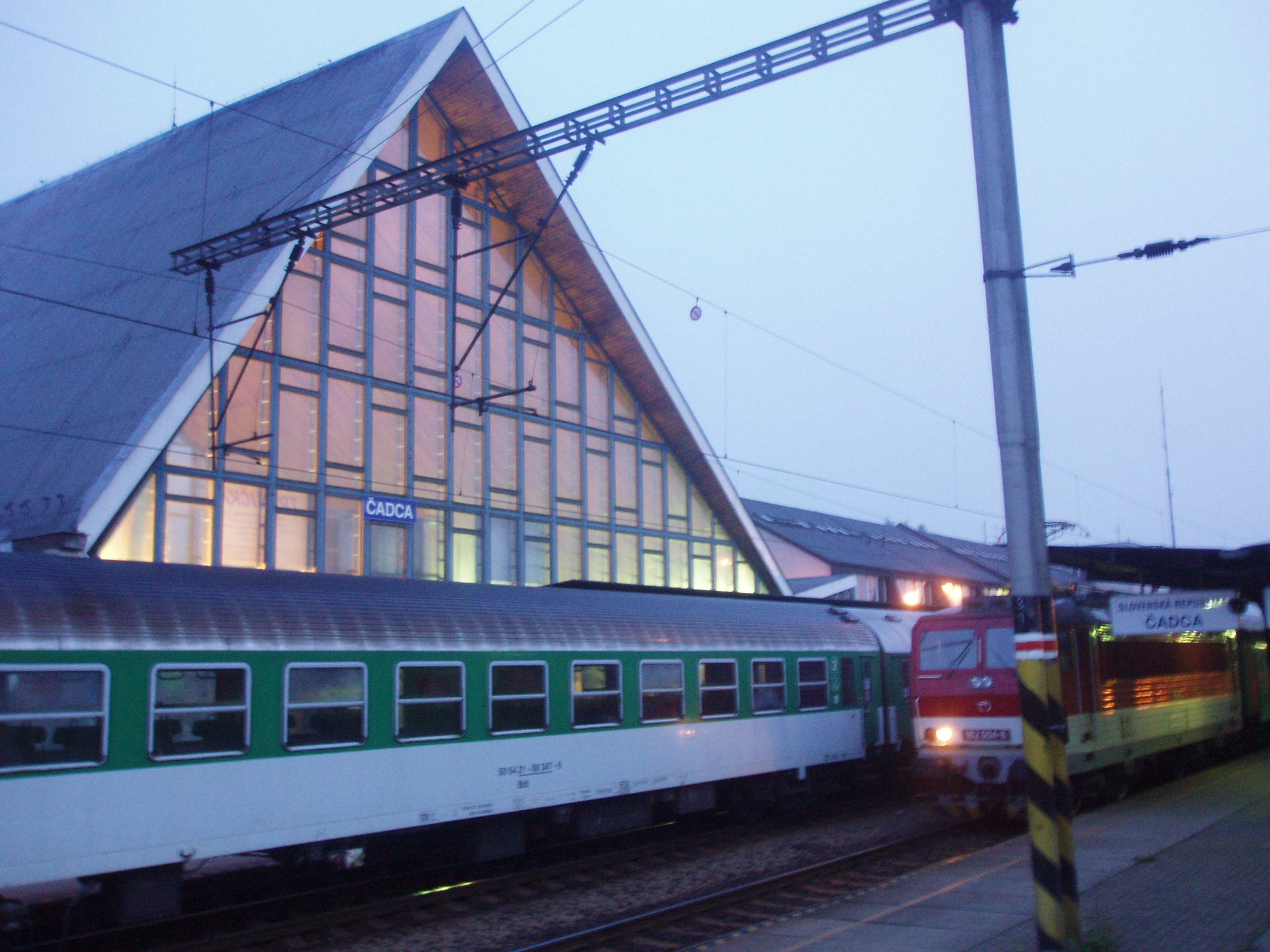
Stazione di Čadca

## Storia
La linea venne costruita durante il periodo di dominazione austro-ungarica; la tratta Bohumín - Český Těšín venne aperta al traffico il 1º febbraio 1871 seguita, una settimana dopo, da quella tra Český Těšín e Žilina.

La linea ferroviaria rimane ancora uno dei principali collegamenti tra la Slovacchia e la Repubblica Ceca. Su di essa corre la maggior parte dei treni tra la Repubblica Ceca e la Slovacchia centro-orientale. Il traffico locale viaggiatori si svolge principalmente tra Žilina e Čadca; sono collegate anche Bohumín e Jablunkov.
La linea è ancora molto importante per il trasporto merci internazionale.

## Caratteristiche

### Percorso
| Unknown route-map component "ABZg+l" |

| Station on track |

| Junction both to and from left |

| Unknown route-map component "hKRZWae" |

| Stop on track |

| Unknown route-map component "hKRZWae" |

| Stop on track |

| Station on track |

| Stop on track |

| Stop on track |

| Stop on track |

| Stop on track |

| Stop on track |

| Unknown route-map component "hKRZWae" |

| Unknown route-map component "ABZgl" |

| Station on track |

| Unknown route-map component "hKRZWae" |

| Unknown route-map component "ABZgr" |

| Stop on track |

| Restricted border on track |

| Stop on track |

| Enter and exit tunnel |

| Stop on track |

| Unknown route-map component "hKRZWae" |

| Stop on track |

| Unknown route-map component "hKRZWae" |

| Station on track |

| Stop on track |

| Unknown route-map component "hKRZWae" |

| Stop on track |

| Stop on track |

| Unknown route-map component "hKRZWae" |

| Station on track |

| Stop on track |

| Unknown route-map component "hKRZWae" |

| Stop on track |

| Unknown route-map component "hKRZWae" |

| Unknown route-map component "ABZg+l" |

| Station on track |

| Unknown route-map component "ABZgr" |

| Stop on track |

| Unknown route-map component "ABZgl" |

| Stop on track |

| Stop on track |

| Unknown route-map component "hKRZWae" |

| Station on track |

| Unknown route-map component "hKRZWae" |

| Junction both to and from right |

| Stop on track |

| Stop on track |

| Station on track |

| Unknown route-map component "ABZgr" |

| Straight track |